# Agalliopsis abietaria
Agalliopsis abietaria är en insektsart som beskrevs av Paul W. Oman 1970. Agalliopsis abietaria ingår i släktet Agalliopsis och familjen dvärgstritar. Inga underarter finns listade i Catalogue of Life.